# The sound of Belgium
The sound of Belgium és un documental belga de 2012 dirigit per Jozef Devillé i produït per la productora independent Visualantics.
La pel·lícula es va estrenar el 19 d'octubre de 2012 al Festival Internacional de Cinema de Gant. També es va projectar al Festival Internacional de Cinema de Cork el 8 de novembre de 2014 i al festival de cinema IN-EDIT a Grècia el 22 de febrer de 2015. Va ser nominada a la millor pel·lícula documental als Premis Magritte de 2013.

## Argument
La pel·lícula explora la història de la música de ball electrònica a Bèlgica a través d'un viatge en el temps des de les sales de ball amb orgues Decap fins als dies daurats de la música popcorn. Cobreix l'electronic body music, el new beat i la música house i techno belga. La pel·lícula ofereix una perspectiva alternativa alhora que mostra la música popular del país. Narrada per John Flanders, la busca entendre l'esperit d'una nació, el motor històric que hi ha darrere del seu moviment de ball, la seva música i el propòsit de la gent que la balla.